# Escamotage d'une dame chez Robert-Houdin
Escamotage d'une dame chez Robert-Houdin, oppure Escamotage d'une dame au théâtre Robert Houdin ("Sparizione di una signora al teatro Robert-Houdin") è un cortometraggio diretto da Georges Méliès (Star Film 70) della durata di circa 1 minuto in bianco e nero, con alcune versioni colorate a mano.
È il primo che ci sia pervenuto in cui Méliés sperimenta la tecnica della sospensione della ripresa per creare un trucco puramente cinematografico (arresto e sostituzione).

## Trama
Il film è ambientato nel teatro dove Méliés proponeva spettacoli di prestidigitazione e illusionismo. Méliès interpreta sé stesso, mettendo sul palco, con i gesti dell'illusionista, una sedia poggiata su un foglio di carta, dove fa sedere una signora entrata in scena. Dopo averla coperta con un drappo rigato, la fa sparire, scoprendo al posto della donna una sedia vuota. In seguito, tramite gesti "magici", fa riapparire uno scheletro, ma coprendolo di nuovo col drappo la donna riappare.
I due allora si alzano e si inchinano per ringraziare il pubblico, escono di scena e rientrano per prendere l'applauso.

## Produzione
Il film è importante nella storia del cinema perché è il primo che ci sia pervenuto dove Méliés sperimenta la tecnica della sospensione della ripresa per creare un trucco puramente cinematografico, che consiste nel far sparire una donna. Il trucco si eseguiva tramite l'interruzione della ripresa da parte dell'operatore, l'uscita di scena della donna e il prosieguo delle riprese a partire dalla nuova situazione: collegate le due scene senza interruzione dava l'effetto di una subitanea sparizione.